# Diligente (1916)
Diligente – francuskie awizo (kanonierka) z okresu I i II wojny światowej, jeden z ośmiu zbudowanych okrętów typu Friponne. Jednostka została zwodowana w 1916 roku w stoczni Arsenal de Brest w Breście, a do służby w Marine nationale przyjęto ją w 1918 roku. W lipcu 1940 roku kanonierka została opanowana przez Brytyjczyków. Okręt został złomowany w 1946 roku.

## Projekt i budowa
Awiza typu Friponne, klasyfikowane początkowo jako kanonierki do zwalczania okrętów podwodnych, zostały zamówione na podstawie wojennego programu rozbudowy floty francuskiej z 1916 roku. Okręty były w zasadzie identyczne z awizami typu Ardent, różniąc się głównie rodzajem siłowni – silnikami Diesla w miejsce napędu parowego, dzięki czemu znacznie wzrósł zasięg pływania. Początkowo planowano budowę 13 jednostek, jednak ukończono jedynie osiem. Później klasyfikowane były jako awiza 2. klasy.
„Diligente” zbudowany został w stoczni Arsenal de Brest. Stępkę okrętu położono w 1915 roku, został zwodowany w 1916 roku, a do służby w Marine nationale wszedł w 1918 roku .

## Dane taktyczno-techniczne
Okręt był kanonierką przeznaczoną do zwalczania okrętów podwodnych. „Diligente” jako jedyna jednostka typu Friponne wyróżniała się prostą pionową dziobnicą zamiast dziobu kliprowego. Długość całkowita kadłuba okrętów tego typu wynosiła 66,4 metra, szerokość 7 metrów i zanurzenie 2,8 metra. Wyporność normalna wynosiła 315 ton. Okręt napędzany był przez dwa silniki wysokoprężne Sulzer o łącznej mocy 900 KM, poruszające dwoma śrubami (jednostka nie posiadała komina). Maksymalna prędkość okrętu wynosiła 14,5 węzła. Okręt zabierał 30 ton paliwa, co pozwalało osiągnąć zasięg wynoszący 3000 Mm przy prędkości 10 węzłów (lub 1600 Mm przy 15 węzłach).
Uzbrojenie kanonierki składało się z dwóch pojedynczych dział kalibru 100 mm M1897 L/40 i dwóch zrzutni bomb głębinowych .
Załoga okrętu liczyła 54 oficerów, podoficerów i marynarzy .

## Służba
Kanonierka służyła podczas I wojny światowej na Morzu Śródziemnym i w latach 1916-1918 używana była we francuskich Siłach Patrolowych Tunezji. Pod koniec wojny lub po niej została przystosowana do roli trałowca. Przez pewien czas nosiła na dziobie znak burtowy: DG. Przed II wojną światową służyła jako okręt-baza dla wodnosamolotów. Podczas II wojny światowej, w toku kampanii francuskiej uczestniczyła w ewakuacji z Dunkierki. Została ewakuowana do Portsmouth w Wielkiej Brytanii, gdzie po upadku Francji została 3 lipca 1940 roku opanowana przez Brytyjczyków . Pozostała nieużywana do końca wojny. Okręt został po wojnie zwrócony i złomowany w grudniu 1946 roku .